# Juan José Relosillas
Juan José Relosillas Mellado (Málaga, 29 de septiembre de 1848 - Málaga, 6 de enero de 1889) fue un periodista y político español. Fue en los días de la revolución de 1868 cuando comenzó su carrera en El papel verde, periódico que conducía el republicano Antonio Luis Carrión.
La Tribuna fue la primera publicación que dirigió (1871), semanario que conoció en pocos meses dos épocas y quince procesos judiciales por los fuertes enfrentamientoscon las autoridades. Así, en 1873 trabajaba ya en el semanario satírico El Escándalo, aunque sólo hasta el mes de abril, pues es destinado a Ceuta para inspeccionar los trabajos de su penal.
Sobre esta experiencia redactará años después una de sus obras más conocidas: Catorce meses en Ceuta (1886), en la que, al estilo de los libros de viajero, descubre en cuadros de costumbres la vida de aquel penal. La Restauración le hizo regresar a Málaga y en 1875 funda La Etcétera, uno de los fenómenos periodísticos más interesantes de finales del siglo XIX español, cuya vida fue toda una maraña de cierres por orden gubernamental y de aperturas de cabeceras que actuaron como sustitutas durante esas interrupciones.
Su final en 1880 marca el ocaso de aquella rebelión contra el orden establecido y Relosillas iniciará el viraje que lo llevó a defender el orden monárquico que postulaba Cánovas del Castillo. Pese a haber sido muy admirado y querido por sus contemporáneos, Relosillas es hoy un autor prácticamente desconocido, con una producción en la que cabe destacar títulos como Cuatro reales de prosa (1881), Platos fiambres (1883), Los peros de pascua (1884), Cartas a un clubman (1886) y Charla que te charla (1887). El 6 de enero de 1889 muere, con 41 años, en su ciudad natal.